# Coly
Coly foi uma comuna francesa na região administrativa da Nova Aquitânia, no departamento Dordonha. Estendia-se por uma área de 8,04 km². Em 2010 a comuna tinha 224 habitantes (densidade: 27,9 hab./km²).
Em 1 de janeiro de 2019, passou a formar parte da nova comuna de Coly-Saint-Amand.